# Festival de jazz d'Orléans
Le festival de jazz d'Orléans, ou Orléans'Jazz, est un festival de jazz qui s'est déroulé chaque année, fin juin-début juillet, à Orléans, en France, de 1990 à 2014.
Il est supprimé en 2015 pour raisons budgétaires, et remplacé en 2016 par un nouveau festival, Jazz Or Jazz, lui-même supprimé en 2020.

## Historique
Créé en 1990, le festival a successivement porté les noms de Juin, Juillet, Jazz, Festival international de jazz d'Orléans, et Orléans'Jazz.
En ouverture du festival, sur une période de plusieurs jours ou semaines, de nombreux concerts, pour la plupart gratuits, se déroulent dans différents lieux de la ville (placettes, bars et restaurants, petites salles), notamment le Jardin de l'Évêché. Les soirées de clôture, payantes, ont lieu au Campo Santo d'Orléans, grand cloître enherbé et lieu de nombreuses manifestations orléanaises. Les cinq soirées de clôture au Campo Santo, locomotives du festival, font intervenir des musiciens internationaux.
Le festival est ouvert à tous les styles de jazz, voire à d'autres univers musicaux (blues, soul, funk, zouk...) pour les concerts de clôture. Les programmateurs ont souhaité toucher tous les publics, et s'intéresser aussi bien aux nouveaux talents qu'aux artistes déjà reconnus sur le plan international.
Le festival a le soutien du Conseil général du Loiret, du Conseil régional du Centre, relayés par l'Office de tourisme d'Orléans, le journal de la presse quotidienne régionale La République du Centre, les stations de radio France Musique et France Bleu Orléans, l'École supérieure d'art et de design d'Orléans, le cinéma des Carmes, le réseau des Bibliothèques municipales d'Orléans. Il compte comme programmateurs associés le Conservatoire d'Orléans et l'Astrolabe.
Le dernier festival a lieu en 2014. En 2015, la ville d'Orléans prend la décision de le supprimer. En 2016, il est remplacé par les plus modestes festivals Jazz à l’Évêché et Jazz Or Jazz.

### 1990:Juin, Juillet, Jazz
La première édition, Juin, Juillet, Jazz, est créé en 1990 à l'initiative de Jean-Jacques Taïb, musicien de jazz orléanais et professeur d'histoire, avec le soutien financier de partenaires privés. L'affiche contenait outre la présence de musiciens locaux (Jean-Pierre Chalet, Dominique Deverge, Philippe Duchemin) celle du quartet de Johnny Griffin.

### 1991: Festival international de jazz d’Orléans
Fort du succès de cette édition, la ville d'Orléans mandate l'association Jazz d'Arc dont Jean-Jacques Taïb est le président-fondateur, pour programmer, organiser, financer et promouvoir l'édition 1991 du premier festival international de jazz d’Orléans, dont le thème est l'Amérique à Orléans. Sur six jours, dix mille spectateurs assistent à ces concerts au Campo Santo d'Orléans. En marge de ces concerts locomotives, Jazz d'Arc propose des classes de maître et des animations de rue.
Artistes invités :
- Dizzy Gillespie
- Paquito d'Rivera
- Miriam Makeba
- Herbie Hancock
- Wayne Shorter
- Omar Hakim
- Stanley Clarke
- Michel Petrucciani
- Richard Galliano
- Birelli Lagrène
- Didier Lockwood
- Toots Thielemans

### 1992-2014:Orléans'Jazz
La ville souhaite que l'évènement s'inscrive dans la durée, tous les mois de juillet. L'association Jazz d'Arc prépare l'organisation de l'édition 1992 (Manhattan à Orléans). Sont prévus le Manhattan Jazz Quintet, Wynton Marsalis, Michel Camilo, Monty Alexander, Ray Charles, B.B. King. Mais en février 1992, le maire d'Orléans annule le mandat confié à l'association et décide d'en confier l'organisation à la ville[réf. nécessaire].
Programmation :
- 1992 : Dizzy Gillespie, Wayne Shorter
- 1993 : Carlos Santana, Wynton Marsalis le 4 juillet
- 1994 : Al Jarreau, Touré Kunda (groupe), Wynton Marsalis septet le 5 juillet
- 1995 : Ray Charles, Manu Dibango (annulé ?), Boogie Boy, The Blues Brothers, Chick Corea et John McLaughlin, Martial Solal, Keith Jarrett
- 1996 : B. B. King
- 1997 : Michelle Hendricks, Bobby McFerrin, Michel Petrucciani
- 1998 : Lester Bowie, James Carter, Carla Bley
- 1999 : James Brown le 4 juillet, Jan Garbarek
- également dans les années 1990 : George Benson (deux années de suite), Screamin' Jay Hawkins...
- 2000 :
  - 30 juin : Henri Texier, A suivre X’tet, Fontella Bass & David Murray sextet
  - 1er juillet : David Murray & The Gwo Ka Masters of Guadeloupe, Pat Metheny & Michael Brecker special quartet
  - 2 juillet : Caratini Jazz Ensemble, Nicholas Payton's Louis Armstrong Centennial Project
  - 3 juillet : Orchestre National de Jazz, Diana Krall
  - 4 juillet : Romano/Sclavis/Texier African trio, Archie Shepp
  - 5 juillet : Cubanismo, Afro Cuban All Stars
- 2001 : Michel Portal
- 2002 : Didier Lockwood
- 2003 : Kenny Garrett
- 2004 : Eric Bibb
- 2005 : Rokia Traoré, Danyèl Waro, Brad Mehldau, Daniel Humair, John Scofield, Peter Cincotti, Eliane Elias, Tânia Maria, Hermeto Pascoal[6].

- 2006[7] :
  - Jardins de l'Évêché :
    - 20 juin : Sébastien Paindestre, Thomas Enhco
    - 21 juin : Marc Laferrière, Patrick Artero
    - 22 juin : Vincent Bourgeyx
    - 23 juin : David Patrois, Yvan Robilliard
    - 24 juin : Jean-Christophe Briant, Riccardo Del Fra

  - Campo Santo :
    - 28 juin : Demi Evans, Jean-Jacques Milteau, Mighty Mo Rodgers
    - 29 juin : Moutin Reunion
    - 30 juin : Franck Tortiller, Richard Galliano
    - 1er juillet : Carla Bley, Louis Sclavis

  - plus Juan Carlos Cáceres, Gotan Project[8]

- 2007 :
  -     - 13 juin : Chucho Valdes, Dixieland Jazz Band
    - 14, 15, 16 juin : Place au jazz, Jazz Bourgogne
    - 19 juin : Jacques Schwarz Bart, Ozma
    - 20 juin : Harold Lopez Nussa, Isabelle Olivier
    - 21 juin : Les Louis Ambassadors, Raphael Fays
    - 22 juin : Pierrick Pedron, Tigran Hamasyan
    - 23 juin : Jean-Marc Foltz, Stephan Oliva, Zoom

  - Campo Santo :
    - 26 juin : Lo'jo
    - 27 juin : Dee Dee Bridgewater, Thomas Enhco
    - 28 juin : Esbjörn Svensson Trio
    - 29 juin : Abd al Malik, Alexandre Tassel, CirKus + Neneh Cherry
    - 30 juin : Lee Konitz, Ohad Talmor, Vienna Art Orchestra

  - plus Charlie Haden[9].

- 2008 :
  - Jardins de l'Évêché :
    - 17 juin : Ian Shaw, Médéric Collignon
    - 18 juin : Alefa Trio, Pierre Christophe
    - 19 juin : Leila Olivesi, Sophie Alour
    - 20 juin : Hadouk, Sandra Nkake
    - 17 juin : Dites 34, Stéphane Kochoyan

  - Campo Santo :
    - 25 juin : Keziah Jones, Lucky Peterson
    - 26 juin : Archie Shepp, Mina Agossi, Toto Bona Lokua
    - 27 juin : Manu Katché, Thomas Dutronc

  - plus Tigran Hamasyan, Ari Hoenig, Herbie Hancock[10].

- 2009 :
  - Place de la venelle St Pierre Empont :
    - 16 juin : Alexandre Soubry, Jean-Christophe Briant
    - 17 juin : Jass, Stéphane Durand, Vincent Lemaire
    - 18 juin : Jean-Jacques Taïb, Wide
    - 19 juin : Régis Savigny, Sonia Cat Berro
    - 20 juin : Benoit Lavollée, Calibro Novo

  - Jardins de l'Évêché :
    - 16 juin : Aldo Romano, Anne Paceo
    - 17 juin : Airelle Besson, Tigran Hamasyan
    - 18 juin : Antoine Hervé, Mike Reinhardt
    - 19 juin : Oxyd, Yaron Herman
    - 20 juin : André Manoukian, André Minvielle, Lionel Suarez
    - 21 juin : Ng La Banda, Walabix

  - Campo Santo :
    - 24 juin : Kyle Eastwood, Laurent Garnier
    - 25 juin : China Moses, Jamie Cullum, Raphaël Lemonnier
    - 26 juin : Avishai Cohen, Ron Carter
    - 27 juin : Goran Bregović, Sandra Nkaké

- 2010 :
  - Jardins de l'Évêché :
    - 14 juin : 3 Some Sisters, Daniel Yvinec
    - 15 juin : Collectif Le's Drigougnent, Giulia Valle, Stéphane Guillaume
    - 16 juin : David Reinhardt, Tricia Evy, Antoine Bernollin
    - 17 juin : Friends University Jazz Ensemble, David Sevestre, Nagual Orchestra
    - 18 juin : Vincent Lemaire, Greg Zlap, Susie Arioli
    - 19 juin : Pink Turtle, René Urtreger

  - Autres :
    - 18 juin : Gilles Renne, Philippe Sellam, Roberto Negro, Swing Babylon
    - 19 juin : Astrakan, Cataclysm Box
    - 20 juin : Swing Babylon, Caminho, Les Valseuses
    - 21 juin : Les Frères André
    - 22 juin : Terca Feira

  - Campo Santo :
    - 23 juin : Christophe[11], Erik Truffaz, General Elektriks
    - 24 juin : Biréli Lagrène, Didier Lockwood, Eddy Louiss, FFB / Fédération Française de Baryton
    - 25 juin : Candy Dulfer, Marcus Miller, Take 3
    - 26 juin : Rachid Taha, Salif Keïta

  - plus Vincent Viala

- 2011 :
  - Campo Santo :
    - 29 juin : Bobby Mc Ferrin, Laurent De Wilde, Manu Katché
    - 30 juin : Chucho Valdés, David Murray, Omara Portuondo
    - 1er juillet : Roy Hargrove
    - 2 juillet : Dhafer Youssef, Gotan Project

- 2012 :
  - Campo Santo :
    - 27 juin : Ayọ, Earth Wind & Fire Experience featuring Al McKay
    - 28 juin : Al Jarreau, Roberto Fonseca
    - 29 juin : Ahmad Jamal, Tigran Hamasyan
    - 30 juin : Richard Bona, Seun Kuti

- 2013 :
  -     - 24 juin : Robert Glasper Experiment, Pierrick Pédron Trio – Kubic's Monk, Toons
    - 25 juin : Moutin Reunion Quartet, Matteo Pastorino Quartet
    - 26 juin : Sandra Nkaké, Chic avec Nile Rodgers

  - Campo Santo :
    - 27 juin : Chick Corea
    - 28 juin : Benoît Lavollée, Marcus Miller, Nicolas Larmignat
    - 29 juin : Tricia Evy, Kassav

- 2014 :
  - Jardins de l'Évêché :
    - 18 juin : Andreas Varady, Alfredo Rodriguez
    - 19 juin : Greg Zlap, Pierre de Bethmann
    - 20 juin : Ensemble Orchestral du Conservatoire d'Orléans, Meloblast, Thomas de Pourquery
    - 21 juin : Lux Steps, Waterbabies, Antiloops, Charlie and The Soap Opera

  - Place de Loire :
    - 21 juin : Art of Voice, Chillidogs
    - 22 juin : Montigny
    - 23 juin : David Kozak
    - 24 juin : Gauthier Toux

  - Salle de l'Institut (conservatoire) :
    - 21 juin : Fanny Lasfargues, Rafaelle Rinaudo, Christine Wodrascka
    - 22 juin : Fanny Lasfargues, Elise Caron, Theo Ceccaldi

  - Temple protestant :
    - 23 juin : Elise Dabrowski, Joachim Badenhorst, Theo Ceccaldi
    - 24 juin : Sébastien Boisseau

  - Médiathèque :
    - 21 juin : Sur la lande / Rozenn Biardeau, Quentin Biardeau, Simon Couratier
    - 28 juin : Mop Da Queen, Yann Kaddachi

  - FRAC Centre :
    - 21 juin : Eric Amrofel
    - 28 juin : Emilie Lesbros

  - Collégiale St Pierre le Puellier :
    - 22 juin : Elise Dabrowski

  - Auditorium du musée des beaux-arts 
    - 28 juin : Quentin Biardeau

  - Campo Santo :
    - 26 juin : Arnaud Méthivier / Nano, Jean-Claude Laudat, Pat Metheny
    - 27 juin : Avishai Cohen, Jacques Trupin, Vincent Viala, Youn Sun Nah
    - 28 juin : Tiken Jah Fakoly, Winston Mcanuff & Fixi
    - Les concerts d'Ibrahim Maalouf et de Gregory Porter sont annulés en raison du conflit des intermittents du spectacle[12].

## Succession

### 2015:Jazz à l'Évêché
En 2015, à la suite de restrictions budgétaires, le festival Orléans'Jazz est supprimé.
Une manifestation de quatre jours est programmée dans les jardins de l’évêché, sous le nom de Jazz à l'Évêché, et sous la direction artistique de Stéphane Kochoyan,. Plus de 20 000 spectateurs participent à cette édition entièrement gratuite.
Programmation :
- 18 juin : 51 Shots, André Manoukian
- 19 juin : Meloblast, Orpheon Celesta
- 20 juin : Tania Maria et le Viva Brazil Trio
- 21 juin : Alain Vallarsa, Electrophazz, Rémi Toulon

### 2016-2019:Jazz à l'Évêché+Jazz or Jazz
En 2016, la ville renouvelle les journées gratuites de Jazz à l’Évêché du 23 au 25 juin. Le nombre d'auditeurs est du même ordre qu'en 2015.
La même année, la ville d'Orléans confie l'organisation d'un nouveau festival à la Scène nationale d'Orléans, sous le nom de Jazz or Jazz,. Stéphane Kochoyan en est toujours le conseiller artistique. Le festival Jazz or jazz se veut « davantage recentré sur le jazz ». La rupture concerne aussi le lieu (théâtre d'Orléans) et les dates de programmation, avancées au mois d'avril.
L'édition 2020 de Jazz or Jazz, dont la programmation comportait entre autres le groupe Kassav, est annulée du fait de la pandémie de Covid-19. Dans la foulée, le festival Jazz or Jazz est définitivement arrêté.